# Dendropicos namaquus
Dendropicos namaquus là một loài chim trong họ Picidae.